# Ugly Americans
Ugly Americans is een Amerikaanse animatieserie, gecreëerd door Devin Clark en geproduceerd door David M. Stern. De serie bestaat uit 31 afleveringen verdeeld over twee seizoenen, die oorspronkelijk werden uitgezonden van 17 maart 2010 tot en met 25 april 2012.
De serie draait om het leven van Mark Lilly, een maatschappelijk werker bij het Ministerie van Integratie, in een alternatieve versie van New York waarin monsters en andere wezens leven.
Ugly Americans werd op 17 maart 2010 gelanceerd op de Amerikaanse zender Comedy Central. De serie is gebaseerd op een idee van Devin Clark, dat vervolgens werd uitgewerkt door voormalig The Simpsons-schrijver David M. Stern.
De cast van de serie bestaat uit onder anderen Matt Oberg als hoofdpersonage Mark Lilly, Kurt Metzger als Marks zombie huisgenoot Randall Skeffington, Natasha Leggero als Marks demonische baas Callie Maggotbone, Randy Pearlstein als tovenaar Leonard Powers, Michael-Leon Wooley als demonische bureaucraat Twayne Boneraper, en Larry Murphy als politieagent Frank Grimes.
Het Ugly Americans-universum bestaat naast mensen uit wezens als zombies, demonen, tovenaars, landwalvissen, tweehoofdige wormmensen, robots, weerwolven, vampieren, vogelmensen, menselijke bomen, trollen, yeti's, kipmensen, cyclopen, inktvissen en hagedissen.

## Cast en personages

### Personages
Mark Lilly
Stem van Matt Oberg
Een maatschappelijk werker in New Yorks Ministerie van Integratie die sinds kort in Manhattan is komen wonen. Uit de pilot-aflevering blijkt dat hij zijn appartement heeft gevonden op Craigslist en dat hij dankzij een geflopte poging vrouwen te versieren een vlees-etende zombie als huisgenoot heeft gekregen. Mark Lilly heeft een knipperlichtrelatie met zijn cheffin Callie Maggotbone. Zijn medeleven, en onbekendheid met de immigranten die hij moet behandelen, leiden vaak tot misverstanden die de plot van de afleveringen vormt.
Randall Skeffington
Stem van Kurt Metzger
Marks huisgenoot, die zombie werd in een poging een meisje met interesse in zombies voor zich te winnen, om er vervolgens achter te komen dat zij op tovenaars valt. Randall is werkloos en vult zijn dagen met het werken in vreemde baantjes om de huur op te brengen. Doordat Randall een zombie is verliest hij regelmatig ledematen waardoor hij genoodzaakt is nieuwe onderdelen te vinden op vlooienmarkten.
Callie Maggotbone
Stem van Natasha Leggero
De dochter van de duivel waarmee Mark een knipperlichtrelatie heeft. Tussen de romances door scheldt ze op Mark om zijn lieve karakter en gevoeligheid, terwijl ze het fijn vindt als mensen haar waarderen om hoe gewelddadig en kwaadaardig ze is. Ze lijdt aan hevige stemmingswisselingen en fysionomische overgangen tussen haar demonische en meer menselijke kant.
Leonard Powers
Stem van Randy Pearlstein
Een tovenaar die gedoemd is te werken aan een bureau in het Ministerie van Integratie. Zijn eerste levensbehoefte is drank en hierdoor komt hij verder aan weinig anders toe. Hij koestert veel wrok tegenover zijn oudere, maar jonger uitziende broer en bekende goochelaar Christ Angel (een parodie op Criss Angel). Door zijn grote kennis van de verschillende types die in New York leven kan hij Mark vaak van nuttige informatie voorzien.
Twayne Boneraper
Stem van Michael-Leon Wooley
Een demonische overheidsbureaucraat die het Ministerie van Integratie in New York leidt. Hij heeft een hekel aan Marks integratiezaken maar kan er niets aan veranderen, omdat zijn duivelse plan om de Amerikaanse overheid van binnenuit omver te werpen dan gevaar kan lopen.
Francis "Frank" Grimes
Stem van Larry Murphy
Het hoofd van de handhavende tak van het Ministerie van Integratie met een grote minachting voor de niet-menselijken. Zijn taak is het opsporen van wezens die de procedures niet goed hebben doorlopen en zodoende als illegaal worden bestempeld.

### Terugkerende personages
Great Brain
Een levend brein uit Canada dat werkt als een aanrechtspons. Hij en zijn vrouw hebben een moeilijke relatie en spelen veelal psychologische spelletjes met elkaar.
Doug
Een rustige koala die leeft als een mens. Hij spreekt niet, heeft geen geslachtsorganen en is meestal enkel te zien op de achtergrond.
The Devil
Callie's vader en de hoogst gewaardeerde demon in de hel, blijkbaar als een door te geven titel.
Callie's moeder
Callie's menselijke moeder die gescheiden is van Callie's vader, de duivel. Ze raakte zwanger in een cult en heeft hierdoor geen ziel meer.
Croatian Man
Een man uit Kroatië die in een ziekenhuis werkt en mogelijk een parodie op Borat is.
Martin
Een tweehoofdig wormwezen dat in een koffiehuis werkt. De hoofden zien elkaar als gelijkwaardig terwijl het bij hun soort normaal is dat het rechterhoofd de baas is over het linkerhoofd.
Eric
Een robot met gevoel en emoties, veelal cynisme.
Kristal
De vrouw voor wie Randall zombie is geworden. Randall stalkt haar omdat hij moeite heeft toe te geven dat hun relatie over is, terwijl deze er eigenlijk nooit echt is geweest.
Buddha
Een lopende, pratende Boeddha.
Medusa
Een vrouw met slangen als haar.
Kid Wizard
Een jeugdige tovenaar, gebaseerd op Harry Potter, die veelal zijn middelvinger opsteekt.
Toby
Een man met een vissenkop die graag negatieve en depressieve feiten opsomt.
Amoeba
Een amoebe die zich aseksueel voortplant maar toch vaak bedpartners heeft.
Girl Anchor
Een New Yorkse nieuwspresentatrice die altijd blijft lachen, zelfs wanneer ze de meest gruwelijke dingen voorleest.
Grimes' Goon Squad
Het groepje dat Grimes' vuile klusjes opknapt wanneer hij afwezig is.